# Mushroom Records
Mushroom Records è un'etichetta discografica australiana fondata nel 1972, operativa dal 2005 al 2009 tramite la Warner Bros. Records. Dal 2010 è ritornata ad essere un'etichetta indipendente.

## Artisti correlati
- Andy Walker
- Christie Allen
- Peter André
- Ayers Rock
- The Aztecs
- Jimmy Barnes
- Kate Ceberano
- Chain
- Chantoozies
- Jimmy Christo
- Gabriella Cilmi
- The Dingoes
- Jason Donovan
- Jenn Forbes
- Frente
- Nelly Furtado
- Garbage
- Gyroscope
- Home & Away
- Indecent Obsession
- Paul Kelly
- Lanie Lane
- Madder Lake
- Katie Noonan
- MacKenzie Theory
- MEO 245
- Dannii Minogue
- Kylie Minogue
- Models
- Muse
- Neighbours
- O-Zone
- The Paradise Motel
- Toni Pearen
- Renée Geyer
- Risk of Electric Shock
- The Saints
- Scandal'us
- Shihad
- Skyhooks
- Split Enz
- The Swingers
- Jo Beth Taylor
- Ted Mulry Gang
- Billy Thorpe
- Yothu Yindi
- Nikka Costa